# ویلینگتون (کارولینای جنوبی)
ویلینگتون(به انگلیسی: Willington) شهری در ایالت کارولینای جنوبی کشور ایالات متحده آمریکا است که جمعیت آن در سرشماری سال ۲۰۱۰ میلادی، ۱۴۲ نفر بوده‌است.